# Tolmerus fuscus
Tolmerus fuscus là một loài ruồi trong họ Asilidae. Tolmerus fuscus được Macquart miêu tả năm 1839.